# De tutterbende
De tutterbende is het 70ste verhaal in de stripreeks De avonturen van Urbanus.

## Personages
- nonkel Fillemon, Cesar en Eufrazie, Nonkel Filibert, notaris H. Van Polen, dik Hermanneke en Trientje trutmans, de Tollembeekse koeien, Urbanus en zijn tutterbende

## Het verhaal
In de tutterbende ontdekt Eufrazie in het begin van het verhaal dat Fillemon in zijn graf ligt. Urbanus en Cesar willen zijn erfenis en gaan meteen naar de notaris. Jef Patat is verkleed en doet zich voor als neef Filibert, een andere erfgenaam. Later blijkt dat Fillemon niet echt dood is. Hij doet alleen aan grafliggen. Urbanus wordt zijn manager. Fillemon gaat in een kist liggen. Urbanus ligt in de kist ernaast. Jef Patat is verkleed en doet zich voor als neef Filibert. Hij wil de erfenis van Fillemon en wil Urbanus vermoorden. Hij doet dit op allerlei manieren en de laatste is: hij legt een namaakbloem in de luchtpijp van Urbanus en giet er water in. Eufrazie en Cesar hebben niets door. als het water tot aan het steeltje komt, verdrinkt Urbanus bijna. Zijn leven raast voor zijn ogen... Urbanus is een kleuter en doet mee aan een wedstrijd waarvan de winnaar afgebeeld staat op de pakken van melkpoeder. Urbanus wint deze wedstrijd. Cesar strijkt een deel van de winst van het melkpoeder op. Maar niemand koopt dat melkpoeder. Daarom drinkt Urbanus de uiers van de koeien leeg. Maar hij kan dit niet alleen en roept de hulp van zijn vrienden in. Samen drinken ze al de uiers leeg. De boeren zetten alle mogelijke middelen in om ze te ontmaskeren. Omdat Urbanus toch kan ontsnappen en de boeren hun koeien laten slachten, gaat Cesar met Urbanus en zijn vrienden naar de kermis. Ze gaan op de draaimolen en daarna doet Cesar mee aan het rattenspel. Urbanus valt hierbij tussen de ratten. Hij wordt echter terug wakker in het heden in de kist, die ondertussen volgelopen is met water. Er zwemt ook een rat in. Die rat knaagt een gat in de bodem van de kist en het water loopt weg. Daardoor wordt Urbanus gered. Urbanus geeft het grafliggen daarna op.